# 葛飾区立小松南小学校
葛飾区立小松南小学校（かつしかくりつ こまつみなみしょうがっこう）は、東京都葛飾区新小岩2丁目にある公立小学校。校名は、統合された学校（「小松」と「松南」）の校名を合わせた。

## 沿革
- 1999年（平成11年）
  - 9月 - 葛飾区における学校規模適正実施案作成提示（松南小学校規模適正化実施案）。
  - 11月1日 - 第1回統合協議会開催。
- 2001年（平成13年）
  - 3月 - 校歌制定。
  - 4月1日 - 小松小学校と松南小学校が統合し、小松南小学校開校。校舎は、開校時点では、旧松南小学校校舎を使用。開校時点の児童数は417名。
  - 4月6日 - 校旗授与式と対面式挙行。
  - 4月27日 - PTA発足総会開催。
  - 11月1日 - 開校記念式典挙行。
- 2002年（平成14年）
  - 3月31日 - 内装、パーテーション改修、生活科室の保健室化とトイレ新設（3階）及びプール外装工事。
  - 8月19日 - 耐震工事完了。校長室小会議室新設、東側トイレ改修工事完了。
  - 8月22日 - 旧小松小学校校舎に移転。
- 2003年（平成15年）
  - 3月11日 - プール内装工事完了。
  - 9月30日 - 南側トイレ改修工事。
- 2004年（平成16年）
  - 6月3日 - 第1回雨漏り防止工事完了。
  - 6月17日 - プールすべり止め工事完了。
  - 6月30日 - 図書室に冷房完備。
- 2005年（平成17年）
  - 2月25日 - 第2回雨漏り工事完了。
  - 6月30日 - 普通教室に冷房完備。
  - 8月30日 - 体育館床全面改修工事、防球ネット設置工事。
  - 9月15日 - 防球ネット設置完了。
  - 11月21日 - わくわくチャレンジ広場開設。
- 2006年（平成18年）1月24日 - わくわくチャレンジ広場ルームに冷暖房完備。
- 2009年（平成21年）9月8日 - 校外学習食育授業として、聖徳調理師専門学校来校。
- 2010年（平成22年）
  - 7月13日 - この日から15日まで、創立10周年記念関連行事として、校地周囲生け垣下壁・プール下壁の全校児童とPTAによる整備塗装実施。
  - 10月30日 - 創立10周年記念行事開催。
- 2011年（平成23年）9月9日 - 校庭芝生試行的導入（東側防球ネット付近・プール側の計100平方メートル）。
- 2012年（平成24年）
  - 1月10日 - 東昇降口改修。
  - 3月9日 - 体育館手摺り嵩上げ、プールフェンス塗装改修。
- 2013年（平成25年）7月20日 - この日から10月31日まで、全校舎の外壁塗装工事実施。
- 2014年（平成26年）11月6日 - 屋上防水工事。
- 2015年（平成27年）2月5日 - 災害用マンホールトイレ工事。
- 2016年（平成28年）
  - 5月9日 - この日から6月10日まで、プール槽の塗装工事実施。
  - 7月8日 - 家庭科室床改修工事。
- 2017年（平成29年）8月1日 - この日から10日まで、タブレット端末15台配置し、LAN工事実施。
- 2018年（平成30年）
  - 2月3日 - 救助袋改修工事。
  - 2月5日 - 1階会議室床改修工事実施。
- 2019年（令和元年）10月8日 - オリンピック・パラリンピック教育あすチャレ実施。
- 2020年（令和2年）
  - 8月7日 - オリンピックパラリンピック教育として、東京2020柔道代表ウルフ・アロン選手が来校。
  - 10月23日 - 創立20周年記念児童集会開催。
  - 10月31日 - 創立20周年記念式典挙行。

## 通学区域
出典
- 葛飾区
  - 新小岩1丁目（1番～57番）
  - 新小岩2丁目（1番～41番）
  - 新小岩3丁目（1番～30番）
  - 新小岩4丁目（1番～45番）

## 進学先中学校
出典
- 葛飾区立小松中学校

## 学校周辺
- 葛飾区立小松保育園 - 進学前保育園のひとつ
- 葛飾区役所新小岩区民サービスセンター
- ほかは、住宅地が広がる。

## 交通アクセス
- JR東日本総武本線新小岩駅（南口）から、徒歩約615m・約10分。
- 新小岩駅前バス停から、徒歩約500m・約8分（バス停ポールの位置で距離・所要時間が変わる）。
  - 発着系統は、都営バス「新小21」・「新小22」（「深夜12」も発車するが学校開放時間外の運行）、京成バス「新小71」の各系統。
- 新小岩駅北口バス停から、徒歩約525m・約8分。
  - 発着系統は、都営バス「新小20」・「新小29」・「新小29-2」、京成バス「新小20」の各系統。

## 関係者

### 出身者
- ウルフ・アロン[3]（柔道選手）